# محمد كاظم الخراساني
الآخوند الخراساني الملّا محمد كاظم الخرساني (1255 ــ 1329 هـ / 1839 ــ 1911م)، فقيه أصولي ومرجع تقليد للشيعة وزعيم ديني سياسي في عهد الحركة الدستورية، هو الابن الأصغر لحسين الواعظ الهراتي الذي كان يسكن مدينة مشهد، حيث ولد هناك محمد كاظم، ودرس مقدمات العلوم وتزوج فيها.
وكان مواقفه إزاء الثورة الدستورية وقراره الجاد على مغادرة النجف متوجها إلى إيران للاحتجاج على احتلال أجزاء منها تعبر عن رفضه الكامل للاستعمار والاستبداد.
كان الآخوند يرى الحركة الدستورية آلية للحيلولة دون الظلم والاضطهاد في حق الشعب، وكان يرى أنّ من الواجب دعم تلك الحركة ؛ لذلك دعا إلى الجهاد والكفاح بعد أن قصف الشاه محمد علي القاجاري المجلس النيابي في 23 جمادى الأولى سنة 1326 هـ.
تتلمذ الكثير من الأعلام والمجتهدين على يدي الآخوند الخراساني منهم : محمد حسين النائيني، وأبو الحسن الأصفهاني، وحسين الطباطبايي البروجردي، ومحمد حسين كاشف الغطاء، وضياء العراقي، وعبد الكريم الحائري اليزدي.

## إسمه ونسبه وعائلته
- هو:«محمد كاظم بن الملا حسين الهروي الخراساني النجفي»، يشتهر بأسم الآخوند الخراساني.[9]

- أما عن سبب تلقيبة بالآخوند فيقول هبة الدين الشهرستاني: «إن الشيخ الآخوند كان يسافر إلى كربلاء لزيارة الإمام الحسين في أيام حياة أستاذه الشيخ الأنصاري وفي أحد الأيام وبعد إتمام الزيارة رأىٰ الآخوند الأردكاني جالساً على منبر التدريس والكل مصغون إليه فجلس الشيخ محمد كاظم الخراساني يستمع ويصغي بما يملي الأردكاني على تلاميذه ومن ثم ذكر مسألة للشيخ الأنصاري وأورد عليه إشكالين ثم أنهى درسه. وقد رأى الشيخ الخراساني بأن إشكالات الآخوند الأردكاني صحيحة ومتينة. وعندما رجع إلى النجف وحضر درس أستاذه الأعظم الأنصاري ذكر له القصة كاملة. فقبل الأستاذ الإشكال الأول ورّد الثاني، ولكن الخراساني أصرّ على صحة الإشكال الثاني وأن الحق مع الأردكاني.. واستمرت المناظرة مدة طويلة حتى انتبه أحد الطلاب ليقول إلى صديقه.. انظر لهذا الآخوند كيف يؤيد أقوال ذلك الآخوند. وقال طالب آخر.. قرت عيوننا بهذا الآخوند بعد ذاك الآخوند.فهكذا صار « الآخوند » لقباً ملازماً للشيخ محمد كاظم الخراساني حتى كاد يطغى علىٰ الاسم.»[10]

- وكان للآخوند ستة أبناء ؛ خسمة أولاد وبنت واحدة، أما أسماء أولاده : مهدي، ومحمد، وأحمد، وحسين، وحسن وكلّهم كانوا طلبة العلوم الدينية، وأمّا بنته فقد كانت زوجة الشيخ إسماعيل الرشتي.[6]

## ولادته وحياته
ولد الآخوند عام 1255 هـ / 1853 م في عهد محمد شاه ثالث ملوك الأسرة القاجارية وفي بيئة معروفة بالصلاح ومشهورة بالسداد فقد كان والده حسين تاجر الحرير المعروف في مشهد من أهل هراة، محباً للعلم والعلماء. وبلغ حبه لهداية الناس أن قصد كاشان وبقي فيها مدة من الزمان يؤدي وظيفته في الوعظ والإرشاد.

### دراسته في مشهد
بدأ الآخوند في مشهد بدراسة المقدمات، وأكمل هناك العربية والمنطق وشيئا من علمي الأصول والفقه، واستمرت هذه المرحلة من دراسته إلىٰ بلوغه الثالثة والعشرين من عمره.
ثم رغب باستكمال تحصيله العلمي فقصد حوزة النجف العلمية الكبرىٰ، وشد الرحال إلى بغيته، وأقام في الحوزة حوالي سنتان.

### أساتذته
تتلمذ الآخوند الخراساني على يد مجموعة من علماء عصره، في مشهد، وسبزوار، وطهران، والنجف، وسامراء، ومنهم: هادي السبزواري، مرتضى الأنصاري، محمد حسن الشيرازي، الميرزا أبو الحسن جلوه، حسين الخوئي، علي التستري، راضي بن محمد النجفي، وغيرهم.

### في الطريق إلى النجف
غادر الآخوند مشهد متوجهاً إلى النجف سنة 1277هـ ومرّ بمدينة سبزوار فقصد الشيخ هادي السبزواري، واستقر في مدرسة سبزوار من رجب 1277هـ إلى ذي الحجة، ثم سافر إلىٰ طهران وتتلمذ هناك على يد مجموعة من العلماء، واستقر في مدرسة الصدر، وكان شريكه في غرفته تلميذ آخر هو عبد الرسول المازندراني، وبقي في طهران ثلاثة عشر شهراً وعشرين يوماً.
ولم يكن للآخوند المال الكافي للوصول إلى النجف، فبقي في طهران، وفي وقت آخر التقى بزميله عبد الرسول وأخبره بأن لدىٰ زعيم المدرسة وجوهاً شرعية تتعلق بالصلاة والصوم ويمكن للشيخ أن يستفيد منها لمواصلة سفره بعد تأدية الواجب الشرعي، وكان المبلغ مائة تومان، وتعهّد الشيخ ان يصوم ويصلي مقابل هذه المائة تومان عن عشرين عاما.

### زعیم الدستور الایراني
اتفقت تغییر الحومة من السلطنة الی الدستوریة المشروطة فی عهد الخراساني وهو یعد من أبرز مؤیدیه وقائدیه.

### الخدمات الاجتماعية
ومن ضمن الخدمات الاجتماعية التي قدمها الآخوند الخراساني بناء ثلاث مدارس دينية علمية حملت إسمه في مدينة النجف هي “مدرسة الآخوند الكبرى والوسطى والصغرى”، كما أنه أسس مدارس للعلوم الحديثة في النجف وكربلاء وبغداد.

### وفاته
توفي الشيخ يوم الثلاثاء 20 ذي الحجة سنة 1329 هـ الموافق 10 ديسمبر 1911م، حيث كان عازماً على السفر إلى إيران، لحفظ الحدود الفارسية من عساكر الروس والإنجليز.
وشيِّع جثمانه وتم دفنه في صحن علي بن أبي طالب في النجف، وعن قصة وفاة يقول تلميذه هبة الدين الشهرستاني:
«عندما ذهب ربع الليل تفرق الناس عنه إلى دورهم لأن أكثر الناس مثله كانوا متأهبين إلى الرحيل معه، لكنه لم يزر عينيه الكرى بعد مفارقة الناس إياه وأخذه شبه الضعف في منتصف الليل فعالجوه حتى خفت الوطأة وعرق عرقاً كثيراً، فقالوا له : مرنا أن نحل أوزار المسير ونؤخر السفر إلى يوم آخر حتى يستقيم مزاجك وتصفو لك الاُمور، فقال : كلا، أنني راحل غداً إن شاء الله إلى مسجد السهلة، فإن الاستجارة فيها إلى الله تعالى محمودة ليلة الأربعاء، فسيروا غداً اليها ولو أشرفت على الموت لئلا يستوهن عزم المهاجرين معي ثم أخذ يوصي بما يجب ويرتب صورة مسيره إلى دفع الكفار حتى انفلق عمود الفجر وحيث قد بين في أول الليلة لأصحابه قائلاً : « أنني أشتهي أن أزور حضرة الإمام لأودعه فإني لا أظن بنفسي الرجوع بعد هذا ونصلي صلاة الصبح في حضرته ».
قيل له : إن ضعف مزاجك لا يسوغ لك الآن حركة، فصل الصبح هاهنا وخذ لنفسك بالمنام راحة إذ لم تنم ليلك ولا نهارك ثم زر الإمام عندما تنوي الخروج من النجف، فاستحسن هذا القول وصلى الصبح فريضة ونافلة ثم اشتكى من حدوث انقباض في قلبه وأنّ أنّة رقيقة ومدد كالمغمى عليه وتوفي وفاة هنيئة كما عاش عيشة شريفة، فجاؤوا بدكتور الحكومة فلما لمسه وامتحنه عزى أهله وصحبه بوفاة والد الاُمة وضج الحاضرون وذاع الخبر فأصبحت النجف ضجة واحدة وخرج الناس حيارى وسكارى لا يصدقون نعيه علماً منهم بكمال صحته واستقامته فتسلمته أيدي المنون على غرة في العالمين وانتشلته من صفوف الأحياء وهم في ذهول عنه وغفلة»
وقد رثاه جمع من الشعراء منهم حسن رحيم قال راثياً ومؤرخاً:
| محمد كاظم الخراساني | وفريد قد حظى الترب به ليتنا كنا له نمضي فدا ايتم العلم بل الدين معا كاظم للغيظ ينعاه الندا ونعى جبريل أرخ « هاتفاً هدمت والله أركان الهدى » | محمد كاظم الخراساني |

## تلامذته
امتاز الآخوند الخراساني عن كل من معاصريه وسابقيه، بكثرة التلاميذ الحاضرين في درسه وتربية العلماء الأعلام، كما امتاز بحسن بيانه، كان الآخوند مدرس العلوم في حوزه النجف طوال أربعين سنة وفيها درس الفلسفة والفقه والأصول ويمكن لنا القول بان أكثر مراجع الشيعة في القرن الرابع عشر الهجري كانوا من تلامذته، ومنهم:
- أبو الحسن الموسوي الأصفهاني
- محمد حسين كاشف الغطاء
- حسين البروجردي
- آقا ضياء الدين العراقي
- علي القاضي
- الميرزا جواد آقا الملكي التبريزي
- عبد الكريم الحائري اليزدي
- محمد تقي الخونساري
- صدر الدين الصدر
- حسنعلي النخودكي الاصفهاني
- محمد حسن المظفر
- محمد حسين النائيني
- محمد كاظم الشيرازي
- عبد الله البهبهاني
- عباس القمي
- محمد جواد البلاغي
- محمد سعيد الحبوبي
- محسن الأمين العاملي
- عبد الحسين شرف الدين
- هبة الدين الشهرستاني
- أبو القاسم الكاشاني
- عبد الهادي الحسيني الشيرازي
- محمود الشاهرودي
- محسن الحكيم
- محمد مهدي المازندراني
- جمال الدين الكلبايكاني
- آغا بزرك الطهراني
- محمد مهدي الكيشوان
- جعفر الشرقي
- جواد القزويني
- عبد الحسين الرشتي
- محمد حرز الدين
- عبد الحسين الحلي
- محمد مهدي البحراني
- محمد الجواد الجزائري
- هادي كاشف الغطاء
- محمد صالح الحائري المازندراني
- أبو المجد الأصفهاني
- علي الخوئي
- ناصر الأحسائي
- الآقا حسين القمي
- الشيخ عبد الله الجرفادقاني
- الشيخ محمد حسين الغروي الاصبهاني
- السيد أحمد الحائري الكربلايي
- الشيخ محمد تقي البافقي
- الشيخ مرتضي الطالقاني
- الشيخ محمد علي الشاه آبادي
- الشيخ هادي الجليلي الكرمانشاهي
- الميرزا علي آقا الشيرازي
- السيد محمد پيغمبر التفرشي
- السيد هاشم النجف آبادي الميردامادي
- الشيخ محمد حرزالدين
- ميرزا أبو الحسن مشكيني
- سيد حسين الحمامي
- السيد حسن المدرس
- الميرزا فتاح الشهيدي
- السيد أحمد الخوانساري
- الشيخ علي الخبوشاني
- السيد علي النجف آباديد
- السيد يونس الاردبيلي
- الميرزا أحمد الكفايي
- الميرزا محمد الكفايي
- سلطان العلماء العراقي
- الآقا نور الدين العراقي
- اللسيد حسين البادكوبئي
- الشيخ علي الزاهد القمي
- الميرزا محمد الفيض القمي
- إمام الجمعة الخويي
- السيد عبد الغفار المازندراني
- الشيخ محمد البهاري
- الشيخ محمد باقر البهاري
- الشيخ محمد مهدي الكرمانشاهي
- الآقا نجفي القوچاني-الخبوشاني
- الشيخ محمد رضا التنكابني
- الشيخ علي أبو الحسن الخنيزي
- السيد محمد علي الصائغ البحراني الغريفي
- السيد محمد جواد الغريفي
- السيد هادي الحسيني الصائغ

## مؤلفاته
اتسمت مؤلفاته بالأصالة والتجديد والتدقيق في علمي الفقه والأصول، ومن مؤلفاته:
- كفاية الأصول
- الأصول في مباحث الألفاظ.
- تعليقه على كتاب الطهارة.
- تعليقه على أسفار ملا صدرا الشيرازي.
- تعليقه على منظومة السبزواري.
- التكملة للتبصرة
- تعليقه (حاشية) على رسائل الشيخ الأنصاري في الأصول.
- حاشية على كتاب المكاسب للشيخ الأنصاري.
- درر الفوائد في شرح الفرائد
- رسالة في الدماء الثلاثة
- رسالة في الطلاق
- رسالة في الإجازة
- رسالة في العدالة.
- رسالة في الوقف.
- رسالة في الرضاع.
- روح المعاني في تلخيص نجاة العباد.
- روح الحياة في تلخيص نجاة العباد
- شرح التبصرة.
- الشذرات والقطرات.
- شرح تكملة التبصرة.
- شرح خطبة أول الدين معرفته
- الفوائد الأصولية والفقهية
- قطرات من يراع بحر العلوم
- القضاء والشهادات
- اللمعات النيرة في شرح تكملة التبصرة.
- منهج الرشاد.

## وصلات خارجية
- موقع مؤتمر الشيخ الآخوند الخرساني

### الإشارات المرجعية
1. ↑  "كفاية الأصول - الآخوند الخراساني - الصفحة ١". shiaonlinelibrary.com. مؤرشف من الأصل في 2020-02-21. اطلع عليه بتاريخ 2021-03-30.
2. ↑  خير الدين الزركلي (2002)، الأعلام: قاموس تراجم لأشهر الرجال والنساء من العرب والمستعربين والمستشرقين (ط. 15)، بيروت: دار العلم للملايين، ج. السابع، ص. 11، OCLC:1127653771، QID:Q113504685
3. ↑  "معلومات عن محمد كاظم الخراساني على موقع id.worldcat.org". id.worldcat.org. مؤرشف من الأصل في 2019-12-13.
4. ↑  "معلومات عن محمد كاظم الخراساني على موقع openlibrary.org". openlibrary.org. مؤرشف من الأصل في 2020-07-17.
5. ↑  "معلومات عن محمد كاظم الخراساني على موقع libris.kb.se". libris.kb.se. مؤرشف من الأصل في 2019-12-13.
6. 1 2 3 4 5 6  "الآخوند محمد كاظم الخراساني.. فقيه الشيعة". الاجتهاد. 20 فبراير 2016. مؤرشف من الأصل في 2018-04-20. اطلع عليه بتاريخ 2021-03-30.
7. ↑  "الآخوند الخراساني عالمٌ خدم الشعب وخذلته السياسة". annabaa.org. مؤرشف من الأصل في 2017-07-02. اطلع عليه بتاريخ 2021-03-30.
8. ↑  عبد الرحيم، المصلح المجاهد الشیخ محمد کاظم الخراساني، ص 35 ــ 36.
9. ↑  "أعيان الشيعة - السيد محسن الأمين - ج ٩ - الصفحة ٥". shiaonlinelibrary.com. مؤرشف من الأصل في 2020-07-10. اطلع عليه بتاريخ 2021-03-30.
10. 1 2 3 4 5  "حياة الآخوند محمّد كاظم الخراساني قدّس سرّه". rafed.net. مؤرشف من الأصل في 2021-03-30. اطلع عليه بتاريخ 2021-03-30.
11. ↑  مجلة العلم : المجلد الثاني العدد السابع : ۲۹۰ ـ ۲۹۷.
12. ↑  "ذكرى رحيل فقيه الشيعة آية الله المحقق الآخوند الخراساني رحمه الله". الاجتهاد. 13 سبتمبر 2017. مؤرشف من الأصل في 2019-05-10. اطلع عليه بتاريخ 2021-03-30.